# Jean-Antoine Rossignol
Pour les articles homonymes, voir Rossignol (homonymie).
Jean-Antoine Rossignol aussi appelé le Fils aîné de la Patrie est un militant révolutionnaire et un général de la Révolution française, né le 7 novembre 1759 à Paris et mort le 27 avril 1802 à Mutsamudu, île d'Anjouan, dans l'archipel des Comores.

## Biographie

### Un enfant du faubourg
« Je suis né d’une famille pauvre. Défunt mon père était Bourguignon. Il vint à Paris et, après quelques années il chercha à se marier. Il fit donc connaissance de ma mère et ils se marièrent. Des cinq enfants qu’ils eurent, trois garçons et deux filles, j’étais le dernier ». Ainsi commencent les Mémoires de Jean Antoine Rossignol.
Cinquième enfant d'un facteur aux Messageries, il naît le 7 novembre 1759 à Paris, dans le faubourg Saint-Antoine où est installée sa famille. Sorti de l'école à 12 ans, il est mis en apprentissage. En 1774, à quatorze ans, après trois années d'apprentissage comme ouvrier orfèvre, Rossignol, plein d'illusions et voulant être son propre maître, part en province pour faire son tour de France. Bordeaux, La Rochelle, Niort sont les étapes de ce voyage initiatique, qui lui fait vite regretter d'avoir quitté Paris où il revient au bout de six mois. Il travaille alors chez différents patrons comme compagnon orfèvre.
Devant la difficulté à trouver du travail, il s’engage dans l'armée sous l'Ancien Régime. Le 13 août 1775, il intègre à Dunkerque le régiment Royal-Roussillon sous le nom de « Francœur ». Il prend goût à la vie militaire et au métier des armes mais se montre aussi prompt à la bagarre. En 1783, il obtient son congé par ancienneté et reprend son métier d'orfèvre.

### Un militant révolutionnaire
Lorsque la Révolution éclate, Jean Antoine Rossignol est à Paris, rue de Charenton, à l'entrée du faubourg Saint-Antoine. « Le 12 juillet 89 je ne savais rien de la Révolution, et je ne me doutais en aucune manière de tout ce qu’on pouvait tenter », note-t-il dans ses Mémoires.
Le 14 juillet 1789 il participe à la prise de la Bastille. « Je suivais le torrent sans pouvoir en apprécier rien », affirmera-t-il plus tard. Officier provisoire dans la compagnie des vainqueurs de la Bastille, il s'enrôle comme fusilier dans le bataillon de garde nationale de la section des Quinze-Vingts le 20 août 1791. Bientôt promu sergent, il est un militant sectionnaire dynamique, participe à la rédaction du Journal des Hommes du 14 juillet et joue un rôle actif dans la préparation de la journée du 10 août 1792. Nommé membre de la Commune insurrectionnelle, il entre au Conseil général et au premier comité de surveillance.

### La guerre de Vendée
Capitaine le 25 août 1792 puis lieutenant-colonel de gendarmerie le 9 avril 1793, il part en Vendée et se voit affecter à l'armée des côtes de La Rochelle le 12 avril. Promu successivement adjudant-général à titre provisoire le 12 avril, adjudant-général chef de brigade le 10 juillet, général de brigade le 12 juillet et général de division le 15 juillet, il est nommé, sous la protection du général Charles-Philippe Ronsin, général en chef de l'armée des côtes de La Rochelle en remplacement de Biron (destitué et arrêté) le 24 juillet, nomination confirmée par décret de la Convention le 27 juillet et devenue effective le 31 juillet.
Sa bravoure et son ascendant sur ses hommes qu'il traite en camarades, lui valent le titre de « fils aîné de la patrie ». L'arrivée en Vendée de l'armée de Mayence, qu'il dispute à Jean-Baptiste-Camille de Canclaux, chef de l'armée des côtes de Brest, donne lieu à un conseil de guerre, devant déterminer à quelle armée les Mayençais seront rattachés. Le plan qu’il proposait aux avocats du conseil de guerre de Saumur était qualifié d’absurde par Philippeaux (représentant de Canclaux) et par les guerriers de l’armée de Mayence, intéressés en la circonstance (les soldats mayençais font savoir qu'il leur répugne d'être intégrés à l'armée de La Rochelle « absolument déshonorée aux yeux de l'Europe »). Rossignol insiste et montre que le projet qu’il soutient est le seul qu’on puisse exécuter. Les votes se partagent également. « Je vois ce qu’il en est, dit en substance Rossignol, le plan est indiscutable, et c’est moi qui vous gêne ; eh bien, je me retire : il ne faut pas abaisser notre grande décision jusqu’à des rivalités personnelles ; j’accepte de servir sous les ordres de Canclaux, pour faire cesser toute querelle, si Canclaux veut commander la marche qui s’impose ». Ce beau mouvement ne décide personne et Rossignol, en s’abstenant de prendre part au second vote, permet à ses contradicteurs de triompher en principe. Il est destitué le 22 août 1793 par les députés et représentants de la Convention Léonard Bourdon et Philippe-Charles-Aimé Goupilleau. Il est néanmoins défendu par Georges Danton et rétabli le 28 août 1793, décision devenue effective le 31 août par la Convention, soutenu par Robespierre et Hébert au club des Jacobins en septembre 1793. La marche tournante conçue par le conseil de guerre n'a pas les résultats escomptés, débouchant sur la défaite des Mayençais eux-mêmes à la bataille de Torfou. L'armée des côtes de la Rochelle, de son côté, n'a connu que des échecs (Coron et du Pont-Barré les 19 et 20 septembre).
Le 29 septembre 1793 Rossignol est nommé général en chef de l'armée des côtes de Brest en remplaçant Canclaux, destitué au 1er octobre. Quittant son premier commandement le 5 octobre, il prend le suivant le lendemain. Puis le 11 novembre, il est également nommé commandant en chef de la récente armée de l'Ouest (composée de celle des côtes de la Rochelle, d'une partie de celle des côtes de Brest et de l'armée de Mayence), décision effective le 14 novembre. Enfin le 18 novembre, il prend conjointement la tête d'une troisième armée, l'armée des côtes de Cherbourg. Toutefois, ce dernier commandement lui est retiré dès le 25 novembre après la défaite de Dol, de même que celui de l'armée de l'Ouest le 4 décembre, qui passe au général Léchelle.

### Entre prison et militantisme clandestin
Finalement destitué par le Comité de salut public le 27 avril 1794, à la suite de dissensions avec Billaud-Varenne (ayant lieu lors de la mission du député montagnard à Saint-Malo) et à cause de ses liens avec les chefs cordeliers qui n'ont cessé de le soutenir mais qui ont tous été guillotinés, il est relevé de son commandement et remplacé par le général Moulin. Le 6 mai il se retire à Orléans, rentrant dans la vie civile. Emprisonné le 2 août 1794 quelques jours après Thermidor, il n'est libéré que le 25 octobre 1795, grâce à l'amnistie générale votée par les Conventionnels avant de se retirer.
Sous le Directoire, compromis dans la Conjuration des Égaux de Gracchus Babeuf, qui comptait sur lui pour entraîner le faubourg Saint-Antoine, il est emprisonné du 11 mai 1796 au 27 avril 1797, mais parvient à se disculper devant la Haute Cour de Vendôme. Réintégré dans l'armée en l'an VII, il sert sans conviction le Directoire, tout en continuant, semble-t-il, un militantisme populaire clandestin dans son faubourg natal. Il est réformé le 2 juillet 1798.

### La déportation et la mort
Après le coup d'État du 18 Brumaire, il est banni de Paris au début du Consulat. Puis Bonaparte se sert de l'attentat de la rue Saint-Nicaise pour se débarrasser de lui et décapiter l'opposition néo-jacobine. Rossignol est emprisonné, traîné de prison en prison et condamné à la déportation aux Seychelles en 1801, avec d'autres jacobins. Il est embarqué à Nantes sur la frégate la Chiffonne pour les îles de l'Océan Indien. Après un incident entre les colons et les déportés, l'assemblée coloniale l'embarque en mars 1802 avec 32 de ses camarades et 3 Noirs à bord du Bélier en direction de l'île d'Anjouan, dans les Comores. Un accord est signé avec le sultan de l'île, qui accepte de les accueillir en échange de fusils pour soutenir un conflit contre Madagascar. Toutefois, 21 d'entre eux sont décimés par la maladie en quelques jours, parmi lesquels Rossignol, qui meurt le 27 avril 1802.
Toutefois, le peuple des faubourgs refuse de croire à la mort de son héros. Rossignol se survit donc dans les souvenirs, avant de prendre position dans la légende avec un mauvais roman paru sous la Restauration en quatre volumes : Le Robinson du Faubourg Saint-Antoine, qui le présente sous les traits du chef charismatique d'un peuple de sauvages africains. Dans ses Mémoires d'outre-tombe, Chateaubriand lui fait prononcer ces dernières paroles: « Je meurs accablé des plus horribles douleurs ; mais je mourrais content si je pouvais apprendre que le tyran de ma patrie endurât les mêmes souffrances ».

## Regards contemporains
« Je suis l'ami de Rossignol et je m'en fais gloire, mais cela ne doit pas m'empêcher d'émettre librement mon opinion sur son compte : magis amica veritas. Brave, franc, loyal, désintéressé, Rossignol a toutes les qualités d'un républicain, et n'a pas les talents nécessaires à un officier général… Le seul reproche fondé qu'on puisse faire à Rossignol, c'est de s'être mal entouré ; il avait d'autant plus besoin d'avoir près de lui des officiers instruits qu'il l'était peu et que, souvent malade, il ne pouvait agir, ni rien voir par lui-même. On a attribué à son impéritie les échecs qu'il a éprouvés, lorsqu'il poursuivait les rebelles sur la rive droite : on aurait pu les attribuer aussi a l'envie que lui portaient quelques officiers généraux, à la désobéissance et au mépris de ses ordres, qui en étaient la suite. »

— Louis Marie Turreau.

« Quand il n'y a pas un homme dans l'armée qui ne convienne, que Rossignol n'est pas un général ; que ce n'est qu'un homme de paille, que tous les intrigants qui l'environnent font mouvoir à leur gré ; quand Rossignol avoue lui-même qu'il n'est qu'un orfèvre, et qu'il n'a pas la moindre des qualités nécessaires pour un commandement de cette importance, qu'on ne peut le lui confier sans trahison ou se rendre complice de son ineptie. […] On a le front de vous écrire que Rossignol a la confiance des troupes. Il n'a même pas celle des troupes lâches, pillardes et crapuleuses, et il n'aura jamais celle de l'armée de Mayence. Rossignol est tellement en horreur dans le pays que nos troupes, à qui l'on fait part dans la traversée de tous ses hauts faits, ont conçu pour lui et pour ses entours un si grand mépris qu'il nous aurait été impossible de les retenir sous les drapeaux… »

— Jean-François Reubell.